# El mundo de Juan Lobón
El mundo de Juan Lobón fue una miniserie española de televisión, estrenada por TVE en 1989, adaptación de la novela homónima de Luis Berenguer.

## Argumento
La serie narra la lucha atávica por el dominio de la tierra entre Juan Lobón, un cazador furtivo, y los dueños de las parcelas en la Andalucía rural de la posguerra española. Basada en el libro del mismo nombre

## Presupuesto
El presupuesto de la producción alcanzó los 500 millones de pesetas

## Reparto
- Luis Fernando Alvés ... Juan Lobón
- Maribel Verdú ... Encarna
- Álvaro de Luna ... José Lobón
- Fernando Valverde ... Pepe Lobón
- Eduardo Calvo ... Abuelo Lobón
- Fernando Guillén ... Pablo
- Mercedes Sampietro ... Martina
- Nikolaus Dutsch ... Clemente
- Rüdiger Vogler ... Don José Manval
- Lucas Martín ... Juan Lobón (niño)
- Roberto Álvarez
- Asunción Balaguer
- Juan Antonio Castro
- Juan Echanove
- Ángel Egido
- Raúl Fraire
- Paco Hernández
- Eduardo Jover
- Roberto Martín
- María Massip
- Francisco Merino
- Diana Peñalver
- Berta Riaza
- Pedro Sempson
- Miguel Ángel Nuñez Quesada

## Ficha Técnica
- Dirección: Enrique Brasó
- Guiones: Jesús Martínez León
- Música Original: Francisco Guerrero
- Montaje: Nieves Martín